# Hồ Victoria
Hồ Victoria có diện tích 69.000 km², chu vi 3.440 km. Victoria là hồ nước ngọt lớn nhất châu Phi và thứ nhì thế giới, nằm trong vùng thuộc biên giới các quốc gia Uganda, Kenya và Tanzania. Nửa phía bắc thuộc Uganda, nửa phía nam thuộc Tanzania, và một phần đông bắc thuộc Kenya.
Hồ Victoria nhận nước chủ yếu từ nước mưa trực tiếp và hàng ngàn sông suối nhỏ. Sông lớn nhât chảy vào hồ là sông Kagera, châu thổ của nó nằm ở bờ tây của hồ. Hai sông chảy ra khỏi hồ là Nile trắng (hay "Victoria Nile"), chảy ra tại Jinja, Uganda trên bờ bắc của hồ, và sông Katonga chảy ra tại Lukaya ở bờ tây của hồ nối với Hồ George.
Hồ Victoria nằm ở của châu Phi và có độ sâu lớn nhất 84 m (276 ft) và độ sâu trung bình 40 m (130 ft). Lưu vực của nó là 184.000 km2. Hổ có chu vi 4.828 km (3.000 mi), với các đảo chiếm 3,7% chiều dài này, và nó thuộc 3 quốc gia: Kenya (6% hay 4,100 km2 hay 1,583 dặm vuông Anh), Uganda (45% hay 31,000 km2 hay 11,969 dặm vuông Anh) và Tanzania (49% hay 33,700 km2 hay 13,012 dặm vuông Anh).

## Địa chất

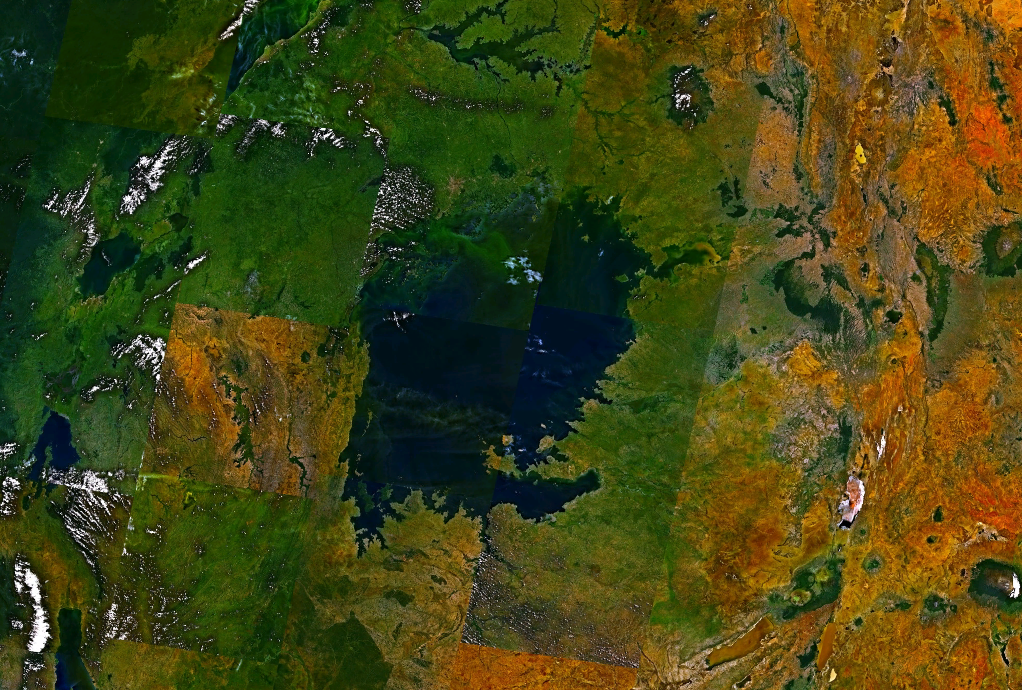
Ảnh hồ Victory do Landsat 7 chụp

Hồ Victoria đã trải qua những thay đổi từ độ nông hiện tại từ một loạt các hồ nhỏ hơn. Các mẫu lõi khoan được lấy từ đáy cho thấy hồ Victoria đã từng bị khô hoàn toàn vào ít nhất 3 thời kỳ kể từ khi nó hình thành. Các giai đoạn khô có thể liên quan đến các thời kỳ băng hà cổ đã xảy ra nhiều lần khi lượng giáng thủy giảm trên toàn cầu. Lần gần đây nhất hồ Victoria khô là cách nay 17.300 năm, và nó dâng lên bắt đầu vào khoảng cách nay 14.700 năm. Về mặt địa chất, hồ Victoria tương đối trẻ – khoảng 400.000 năm tuổi – và nó đã hình thành khi các dòng sông chảy về phía tây bị ngăn đập bởi các khối nâng lên của vỏ trái đất.

Hồ Victoria và Thung lũng tách giãn Lớn

Lịch sử địa chất này có thể góp phần cho sự biệt hoá sâu sắc của các loài cichlidae, những loài đặc trưng cho hệ sinh thái hồ, cũng như của các hồ lớn khác của châu Phi, mặc dù một số nhà nghiên cứu không đồng ý về quan điểm này. Những người này cho rằng trong khi mực nước hồ Victoria ở mức thấp nhất vào khoảng cách nay 18.000 đến 14.000 năm, và nó đã khô ít nhất một lần trong khoảng thời gian này, không có dấu hiệu nào cho rằng các ao còn lại hoặc đầm lầy còn tồn tại trong hồ bị khô. Nếu những ao hay đầm lầy còn tồn tại thì sau đó chúng có thể là nhỏ, nông, đục, và/hoặc mặn, và do đó có các loài còn tồn tại trong hồ sẽ có sự khác biệt đáng kể với những loài thích nghi được có mặt ngày nay.

## Thủy văn học và hồ học
Hồ Victoria nhận 80% trong tổng lượng nước vào từ nước mưa trực tiếp. Lượng bốc hơi trong hồ từ 2,0 và 2,2 mét (6,6 và 7,2 ft) mỗi năm, gần gấp đôi lượng mưa của khu vực riparian. Phần thuộc Kenya, các sông ảnh hưởng chính gồm sông Sio, Nzoia, Yala, Nyando, Sondu Miriu, Mogusi và Migori. Tính tổng, các sông này cung cấp lượng nước lớn hơn nhiều cho hồ so với sông lớn nhất chảy vào hồ là sông Kagera.
Hồ thể hiện các điều kiện phú dưỡng. Năm 1990–1991, nồng độ oxy trong lớp hỗn hợp cao hơn trong giai đoạn 1960–1961, với lượng oxy siêu hòa tan gần như liên tục trong tần nước mặt. Nồng độ oxy trong tầng Hypolimnion (như tầng nằm bên dưới đường nhiệt, không được tuần hoàn, và duy trì lạnh vĩnh viễn) thấp hơn năm 1990–1991 trong giai đoạn dài so với 1960–1961, với giá trị thấp hơn 1 mg/l xưất hiện trong tầng nước nông khoảng 40 mét (130 ft) so với sự xuất hiện nông nông nhất ở độ sâu lớn hơn 50 mét (160 ft) năm 1961. Sự thay đổi oxy được xem là phù hợp với các số liệu đo đạc lượng sinh khối tảo và năng suất cao hơn. Những thay đổi này đã phát sinh vì nhiều lý do: gia tăng đốt cháy trong lưu vực, bồ hóng và tro đã tích tụ trên phần lớn diện tích hồ; từ sự gia tăng dinh dưỡng của các dòng chảy đổ vào hồ, và do sự gia tăng ô nhiễm liên quan đến các khu định cư ven hồ.

## Đập Nalubaale
Năm 2002, Uganda đã hoàn thành phức hợp thủy điện thứ hai trong khu vực, nhà máy điện Kiira do Ngân hàng Thế giới tài trợ. Đến năm 2006, mực nước hồ đã đạt mức thấp nhất trong vòng 80 năm, và Daniel Kull, một nhà thủy văn nghiên cứu độc lập sống ở Nairobi, Kenya, đã tính toán rằng Uganda đã giải phóng lượng nước gấp 2 lần mức cho phép so với thỏa thuận, và là lý do cơ bản làm mực nước hồ hạ thấp.

## Các đảo nhỏ trên hồ
Nhiều đảo nhỏ trên hồ có thắng cảnh đẹp, là nơi du lịch và an dưỡng. Quanh hồ có nhiều di tích tiền sử cho thấy vào thời xa xưa nơi đây đã có hoạt động nông nghiệp.

## Hình ảnh
|  |  |